# Toshihiro Hattori
Toshihiro Hattori (服部 年宏?, Hattori Toshihiro; Shizuoka, 23 settembre 1973) è un ex calciatore giapponese, di ruolo centrocampista.

## Palmarès

### Club

#### Competizioni nazionali
- Campionato giapponese: 3

Júbilo Iwata: 1997, 1999, 2002
- Coppa J.League: 1

Júbilo Iwata: 1998
- Supercoppa del Giappone: 3

Júbilo Iwata: 2000, 2003, 2004
- Coppa dell'Imperatore: 1

Júbilo Iwata: 2003

#### Competizioni internazionali
- AFC Champions League: 1

Júbilo Iwata: 1998-1999
- Supercoppa d'Asia: 1

Júbilo Iwata: 1999

### Nazionale
- Coppa d'Asia: 1

Libano 2000